# Федоровський Андрій Іванович
Андрій Іванович Федоровський (нар. 1767, с. Нижня Сироватка, нині Сумська область України) — один із перших вітчизняних вчених-лікарів, професор.

## Біографія
Федоровський Андрій Іванович народився в 1767 році в с.Нижня Сироватка нині Сумської області в родині священика. Навчався в Харківському духовному колегіумі. В 1787 році вступив до Кронштадтського медико-хіругічного училища. В 1788 році перевівся до Петербурзького медико-хіругічного училища.ьЗ 1792 року працював у Петербурзькому сухопутному госпіталі. Викладав хірургію і зовнішні хвороби в Кронштадтському медико-хірургічному училищі.

## Досягнення. Відзнаки
1794 р. - за низку наукових праць з анатомії йому було присвоєнозвання штаб-лікаря.
1795 р. - присвоєно звання ад'юнкт - професора.
1797 р. - присвоєно звання професора кафедри анатомії Кронштадського медико-хірургічного училища.

## Наукові праці
Федоровський Андрій Іванович - автор наукових праць, створених на основі особистого досвіду. Андрій Іванович створив підручник "Перші початки анатомії або науки про будову частин людського тіла, написаниі для користі юнаків Кронщтадського медичного училища", СПб, 1798( рукопис).